# ENA (韓國電視頻道)
ENA是KT公司旗下KT Skylife的子公司KT ENA（前身為SkyTV）所運營的付費、衛星、有線电视台。最初於2003年9月29日開播，期間經歷多次更名。

## 沿革

2020年至2022年
2022年至今

衛星電視KT Skylife創設高畫質專門頻道「Sky HD」（스카이HD），自2003年7月21日起，於百貨公司家電賣場、三星生活廣場、LG Hi廣場進行試播，並於同年9月29日正式開播。
2007年9月12日，從衛星電視跨足有線電視，設立「HD One」（에이치디원）頻道，成為韓國首個24小時以高畫質播映節目的有線電視台，並以16:9的畫面進行放送。
2012年6月26日，Sky HD全面更名為「Ch.N」（채널엔），主要播映英語電視劇等節目。2014年4月30日，母公司「韓國HD放送」（한국HD방송）更名為「SkyTV」，並對旗下頻道進行品牌重塑，因此Ch.N於同年8月1日正式更名為「Sky Drama」（스카이 드라마）。
2020年3月，skyTV宣布進行頻道重組，「Sky Drama」更名為「Sky」，並以20至49歲觀眾作為目標受眾，除了播映電視劇，也將播映原創綜藝節目等。2022年，KT整合skyTV與Media Genie，以「Entertainment DNA」（娛樂DNA）為概念，將SkyTV、Media Genie旗下頻道更名為「ENA」系列頻道，因此Sky頻道於4月29日晚間8點正式更名為ENA，並開始製播原創節目。
2025年3月4日，宣布為了提升品牌知名度與統一性，母公司SkyTV正式更名為KT ENA。

## 節目
- ENA月火連續劇
- ENA水木連續劇
- ENA金土連續劇
- ENA土日特別企劃

## 外部連結
- 官方网站